# LVMH
LVMH (пълно наименование LVMH Moët Hennessy – Louis Vuitton) е френска транснационална компания, известна като производител на луксозни стоки с търговските марки Louis Vuitton, Givenchy, Guerlain, Chaumet, Moët & Chandon, Hennessy и др. Седалището ѝ се намира в Париж.

## История
Компанията е образувана през 1987 г. чрез сливането на двама големи играча на пазара за луксозни стоки – Moët Hennessy и Louis Vuitton. Вследствие на сливането групата LVMH става лидер в този сектор на пазара (14% от световния обем на продажбите на луксозни стоки през 2006 г.).

### Сливания и поглъщания
От 1987 г. насам LVMH осъществява повече от двадесет успешни сделки на сливане и поглъщане. Най-голямата от тях би могла да стане проваленият през 1999 г. опит да се купи Gucci Group за $6,15 млрд.
През март 2011 г. е обявено фактическото поглъщане от страна на компанията LVMH на италианския производител на луксозни стоки Bulgari. Съгласно условията на сделката, днешните притежатели на контролния пакет от акции на компанията – семейство Булгари – разменят 50,4% от акциите си за 3% от акциите на самата LVMH. Сумата на сделката се оценява на 3,75 млрд. евро.

## Собственици и ръководство
Притежатели на компанията са президентът на групата Бернар Арно и неговото семейство (47,4%), институционални инвеститори (44,2%), физически лица (5,1%). Капитализацията на Парижката фондова борса към началото на декември 2009 г. възлиза на 42,43 млрд. евро.

## Дейност
LVMH е най-голямата в света група от компании за производство на луксозни стоки, в която влизат следните производители и марки:
- 10 Cane
- Champagne Moët & Chandon
- Dom Pérignon
- Veuve Clicquot Ponsardin
- Krug
- Champagne Mercier
- Винарска изба Ruinart
- S.A. du Château d’Yquem
- Jas Hennessy & Co
- Glenmorangie PLC
- Ardbeg
- Belvedere Vodka
- Benefit
- Domaine Chandon California Inc.
- Bodegas Chandon S.A.
- Domaine Chandon Australia Green Point Pty Ltd
- Cloudy Bay Vineyards LTD
- Cape Mentelle Vineyards Ltd
- Newton Vineyard
- Numanthia
- Terrazas de los Andes
- Cheval des Andes
- Wenjun
- Louis Vuitton Malletier
- Loewe)
- Céline
- Berluti
- KENZO S.A.
- Givenchy S.A.
- Marc Jacobs International LLC
- Fendi SRL
- StefanoBi SRL
- Emilio Pucci SRL
- Thomas Pink LTD
- Sephora
- Nowness
- Parfums Christian Dior
- Guerlain SA
- Parfums Givenchy
- Kenzo Parfums
- Laflachère
- Benefit Cosmetics LLC
- Fresh Inc.
- Make Up For Ever S.A.
- Acqua di Parma
- Perfumes Loewe S.A.
- TAG Heuer SA
- Zenith International SA
- HUBLOT SA
- Dior Watches
- Fred Joaillier
- Chaumet International S.A.

На холдинга принадлежи също така медийната група Les Echos (Les Echos, Connaissance des Arts, Classica, Radio Classique). Холдингът притежава международни търговски мрежи с 2000 магазина от марките:
- DFS Group LTD
- Cruise Line Holdings Co
- Sephora
- sephora.com LLC
- Le Bon Marché
- La Samaritaine

### Показатели за дейността
Общият брой на служителите е 77 302 души (2009 г.).
| Финансови показатели (в млн. евро) | 2006   | 2007   | 2008   | 2009   | 2010   |
| ---------------------------------- | ------ | ------ | ------ | ------ | ------ |
| Продажби                           | 15 306 | 16 481 | 17 193 | 17 053 | 20,320 |
| Чиста печалба                      | 2,160  | 2,331  | 2,318  | 1,973  | 3,032  |
| Общ капитал                        | 11 594 | 12 528 | 13 887 | 14 785 | 18 204 |